# О Бом Сок
О Бом Сок (кор. 오범석?, 呉範錫?; род. 29 июля 1984[…], Пхохан, Кёнсан-Пукто) — южнокорейский футболист, полузащитник. Выступал за национальную сборную. Бронзовый призёр Кубка Азии 2007 года.

## Карьера
Бом Сок начинал футбольную карьеру ещё будучи школьником — он выступал за команду технического лицея города Пхохан. Окончив обучение, в 19 лет он стал футболистом местного профессионального клуба «Пхохан Стилерс», который является одним из лидеров корейской высшей лиги — Кей-лиги. В 2004 году в составе «Пхохана» О становится серебряным призёром чемпионата, а в 2006-м — бронзовым.
С 2001 года начинается его карьера в сборной страны — сначала в юношеской команде до 19 лет, затем до 20 лет. В составах обеих сборных защитник принимает участие в чемпионатах мира. Однако в состав олимпийской сборной на Игры в Афинах в 2004 году О Бом Сок не прошёл. Тем не менее это не помешало ему уже через полгода после Олимпиады дебютировать в национальной команде Южной Кореи: это произошло в товарищеском матче со сборной Колумбии в Лос-Анджелесе 15 января 2005 года (1:2).
В 2006 году О выступал в составе молодёжной сборной (до 23 лет), стабильно занимал место в основном составе на Азиатских играх в Катаре (Южная Корея дошла до полуфинала футбольного турнира Азиады). Год спустя О Бом Сок получил твёрдое место уже в основе первой сборной, вытеснив при этом оттуда опытного защитника Сон Джон Гука, хорошо проявившего себя на чемпионате мира 2002 года. Голландский тренер сборной Кореи Пим Вербек, продолживший на этом посту работу своих соотечественников Гуса Хиддинка и Дика Адвоката, доверил О сыграть пять из шести игр на Кубке Азии 2007 года, на котором корейцы заняли третье место, в полуфинале только по пенальти уступив будущему победителю — команде Ирака. Специалисты отмечали универсальность О Бом Сока, который справлялся как с оборонительными действиями на фланге, так и с успешной поддержкой атаки.
После удачного выступления на Кубке Азии корейский защитник был на полгода отдан в аренду в клуб Джей-лиги «Иокогама». В конце 2007 года его контракт с «Пхоханом» закончился, после чего южнокореец переехал в самарские «Крылья Советов».
14 марта 2008 года игрок дебютировал в составе «Крыльев» в матче 1-го тура чемпионата России с командой «Терек», завершившемся победой самарцев 3:0. 2 мая 2008 года в Самаре в матче 8-го тура чемпионата России «Крылья Советов» — «Амкар» (2:0), который О начал в стартовом составе, на замену в самарской команде вышел футболист КНДР Цой Мин Хо; таким образом на поле впервые одновременно играли футболисты российского клуба из Северной и Южной Кореи.
Летом 2009 года О Бом Сок покинул Россию и подписал контракт с командой Кей-лиги «Ульсан Хёндэ». В товарищеских матчах «азиатских тигров» против Сенегала (14.10.2009) и Финляндии (18.01.2010), закончившихся с одинаковым результатом 2:0 в пользу корейцев, футболист забил два мяча.

## Достижения
В сборной:
- Участник молодёжного чемпионата мира (2003)
- 4-е место на Азиатских играх (2006)
- 3-е место на Кубке Азии (2007)

В клубах:
- 2-е место в чемпионате Кореи (2004)
- 3-е место в чемпионате Кореи (2006)